# Prizonier de conștiință

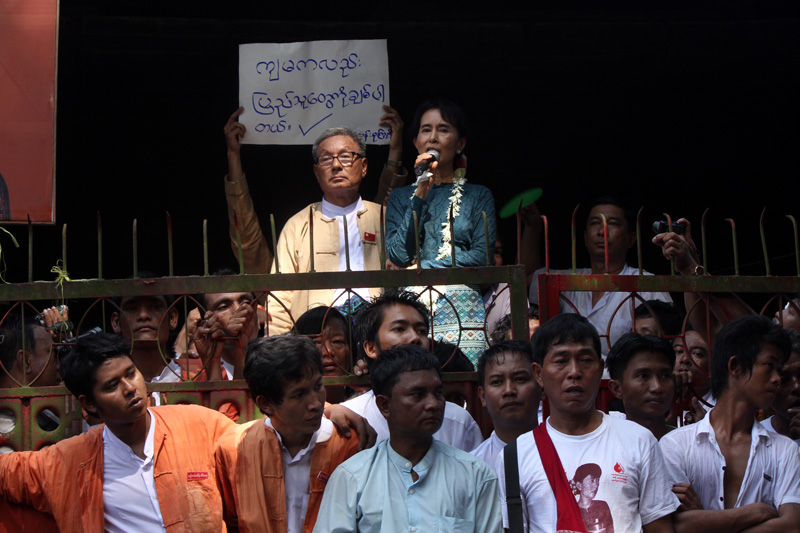
Aung San Suu Kyi se întâlnește cu mulțimea după incetarea arestului ei la domiciliu pe 14 noiembrie 2010 la sediul Ligii Naționale pentru Democrație (NLD), Rangoon, Birmania.

Se numește prizonier de conștiință (prisoner of conscience sau POC pentru acronimul său în engleză) persoana care a fost închisă din cauza rasei, religiei, culorii pielii, limbii, orientării sexuale sau crezului său, cu condiția ca aceasta să nu fi susținut sau să nu fi practicat violența. Se contrapune termenului deținut politic. Termenul prizonier de conștiință a fost inventat de organismul apărător al drepturile omului Amnesty International la începutul anilor 1960.

La 28 mai 1961, articolul The forgotten prisoners  a lansat campania Appeal for Amnisty 1961 și a definit pentru prima dată conceptul prizonier de conștiință ca fiind
„Orice persoană căreia i se împiedică fizic (prin închisoare sau prin alte metode) exprimarea (sub orice formă de cuvinte sau simboluri) oricăreia dintre opiniile pe care și le menține cu onestitate și care nu susține și nu justifică personal violența”. De la această definire se exclud persoanele care au conspirat cu vreun guvern străin pentru a-și răsturna propriul guvern. 
Principalul obiectiv al acestei campanii, inițiată de avocatul englez Peter Benenson și de un grup restrâns de scriitori, academicieni și avocați, între care se remarca activistul pacifist quakerul Eric Baker, a fost identificarea prizonierilor de conștiință din întreaga lume și facerea de campanie pentru eliberarea lor. La începutul anului 1962, campania a primit atât de mult sprijin public, încât a devenit o organizație permanentă și și-a schimbat numele în Amnesty International (AI).
Conform legislației britanice, Amnesty International era o organizație politică iar donațiile primite nu erau scutite de impozite. Pentru a fi soluționat acest lucru, în 1962 a fost creat Fund for the Persecuted destinat primirii de donații pentru deținuți și familiile acestora. Numele a fost ulterior schimbat în Prisoners of Conscience Fund fiind astăzi o entitate separată.
Încă de la înființare Amnesty International a făcut presiuni asupra guvernelor pentru a elibera persoane pe care le consideră a fi prizonieri de conștiință.   Guvernele acuzate neagă de obicei că respectivii prizonieri au statutul de prizonieri de conștiință și că reprezintă un pericol pentru securitatea țărilor lor.

## Diferențe față de conceptul deținut politic
Spre deosebire de definiția conceptului deținut politic, la definirea conceptului prizonieri de conștiință, articolul „The Forgotten Prisoners” exclude în mod clar persoanele care au folosit sau au promovat violența. Nu înseamnă prin asta că orice deținut politic a folosit sau a promovat violența. De fapt, Amnesty International a recunoscut că mai mulți deținuți politici, care pretind că nu au folosit și nu au susținut violența, sunt în același timp și prizonieri de conștiință, printre ei:
- Aung San Suu Kyi
- Liu Xiaobo
- Ilgar Mammadov [4]
- Irom Shanu Charmila [4]
- Arzhang Davoodi [5]
- Mihail Kosenko [6]
- Mohamed Soltan⁠(d)
- Maajid Nawaz⁠(d)
- Daniel Maldonado Machado